# Eric Murdock
Pour les articles homonymes, voir Murdock.
Eric Lloyd Murdock, né le 14 juin 1968 à Somerville au New Jersey, est un joueur américain de basket-ball qui est sélectionné par le Jazz de l'Utah au 1er tour (21e rang) de la draft 1991.

## Biographie
Murdock grandit à Bridgewater Township, New Jersey. Meneur de jeu d'1,80 m issu de Providence College, Murdock bat de nombreux records de l'école, dont le nombre d'interceptions en carrière (376, qui est aussi un record NCAA), du plus grand nombre de points inscrits en une saison (435, record de la conférence Big East), le plus grand nombre de points en un match (48, un autre record de la Big East) et le plus grand nombre de lancer-francs inscrits en une saison (238). Murdock joue 9 saisons en NBA de 1991 à 2000. Il joue pour le Jazz de l'Utah, les Bucks de Milwaukee, les Grizzlies de Vancouver, les Nuggets de Denver, le Heat de Miami, les Nets du New Jersey et les Clippers de Los Angeles. Sa meilleure saison professionnelle se déroule en 1993-1994 sous les couleurs des Bucks, disputant 82 matchs (76 en tant que titulaire) avec une moyenne de 15,3 points par match. Murdock dispute 508 matchs et inscrit 5118 points en carrière.
Il joue également en Italie pour le Teamsystem Bologna (1996-1997, disputant la finale du championnat) et la Virtus Bologne (2002-2003).

## Pour approfondir
- Liste des joueurs de NBA avec 9 interceptions et plus sur un match.